# Herenhuis van Vaumadeuc
Het Herenhuis van Vaumadeuc (Frans: Manoir de Vaumadeuc) is een kasteel in de Franse gemeente Pléven. Het kasteel is een beschermd historisch monument sinds 1926.